# Дюссельдорф-Лохаузен
Лохаузен (нем. Lohausen) — один из 50 районов Дюссельдорфа, расположенный в 5-м северном округе на берегах Рейна.
Около двух третей площади Лохаузена занимает международный аэропорт Дюссельдорфа. Западная часть, обращённая к Рейну, имеет деревенский характер. Шумовое загрязнение и ограничения на строительство, вызванные аэропортом, препятствуют развитию района. Отличительной особенностью являются многочисленные конюшни.
Лохаузен — один из самых богатых районов Дюссельдорфа. Средний годовой доход здесь составляет 60 636 евро на человека (по состоянию на 31 декабря 2007 года).

## География

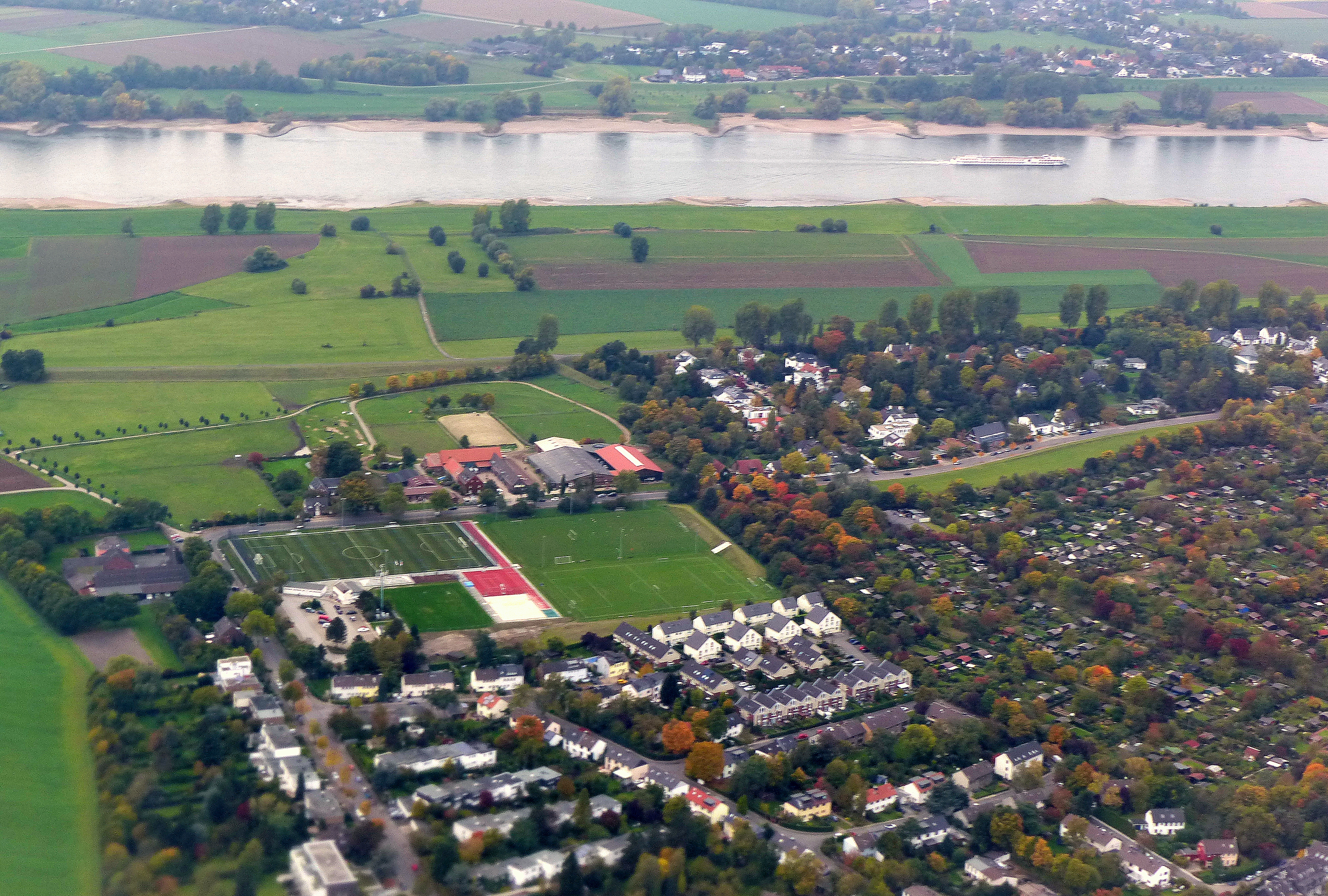
Вид "сельского" Лохаузена с птичьего полёта

Лохаузен расположен на севере города Дюссельдорф и граничит с районами Кайзерсверт и Калькум на севере, Штоккум на юге, Унтеррат на юго-востоке и Лихтенброх на востоке и относится к городскому округу 5. Район простирается по северному внешнему кольцу от Рейна с рейнской границей до Мербуш-Ильвериха на западе до восточной границы города Дюссельдорф до Ратинген-Тифенброха. Площадь района составляет 12,42 км², что делает его третьим по величине районом, однако численность населения составляет 4121 человек, а плотность населения всего 332 человек на км² (все данные по состоянию на 31 декабря 2019 года). После того, как в 1909 году южный округ Штоккум был передан Дюссельдорфу, оставшаяся сельская община Лохаузен, также утратила свое самоуправление в пользу Дюссельдорфа, в 1929 году перешла к городу из-за закона о муниципальной реорганизации Рейнско-Вестфальской промышленной зоны. Развитие авиаперевозок вызвало интерес у жителей Дюссельдорфа.

## История

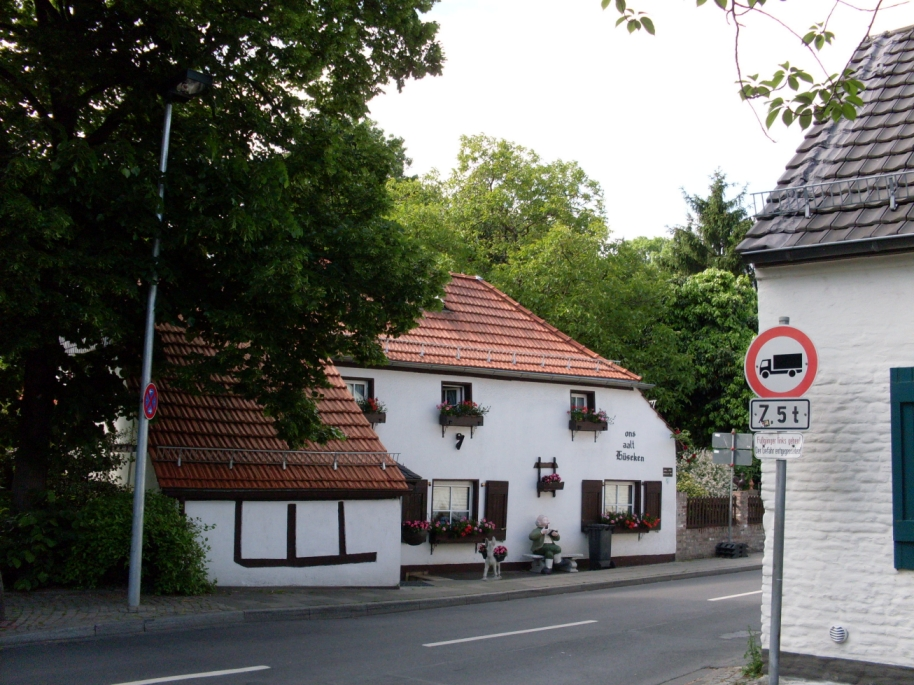
В центре старого Лохаузена

Лохаузен впервые упоминается в документе 1047 года (Lohuson iuxta Werthe) по случаю десятилетнего юбилея верденского аббата Герольда. Следующая новость относится к менее знатному роду господ Калькум-Лохаузен, герб которых сохранился в неизменном виде в гербе района. В 1236 году рыцарь Арнольд фон Лохаузен (Arnoldus miles de Lohusen) вместе со своей женой и детьми передал аббатству Камп в наследственную аренду феодальную десятину около Эверсаля. Помимо рыцарского поместья в Лохаузене, господа Калькума также владели рыцарскими поместьями Хаус Ремберг близ Хюккингена и Хаус Лёйхтенберг (старая форма названия: Лёйхтмар). В начале XIX века Лохаузен и Лёйхтенберг приобрёл Генрих Бальтазар Ланц, который построил новый усадебный дом форверк недалеко от Лохаузена, частично на фундаменте замка, и разбил большой парк Ланцшен. В 1972 году город приобрёл имущество семьи Ланц. Значительная часть дома Лёйхтенбергов возле Рейнской дамбы и бывшей усадьбы Нагельсхоф сохранились до наших дней.

## Достопримечательности

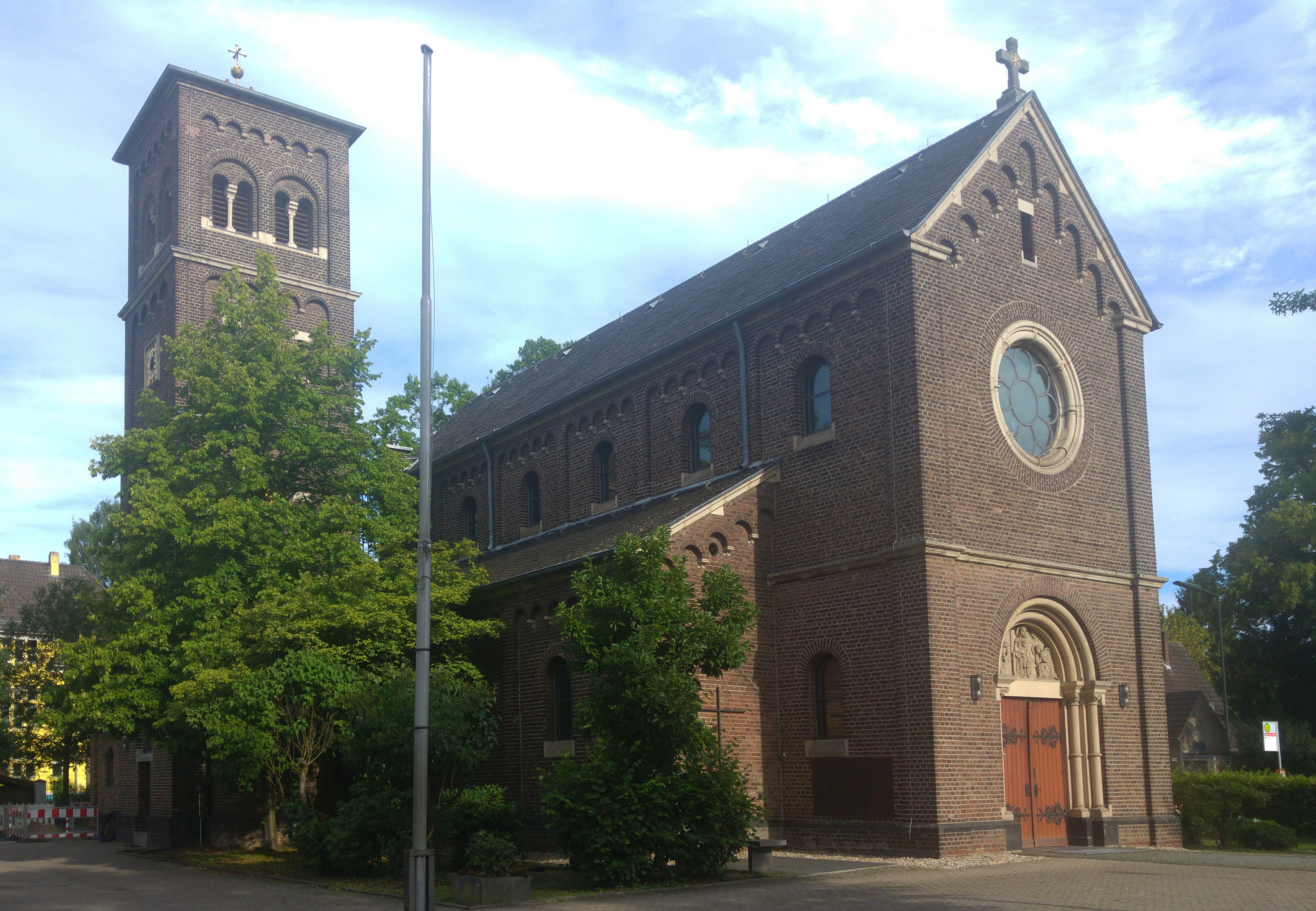
Церковь Успения Пресвятой Богородицы

Церковь Успения Пресвятой Богородицы считается туристической достопримечательностью района. Мемориальная часовня графа Франца фон Шпе в неороманском стиле, построенная в 1839 году на Нидеррайнштрассе, принадлежит Рудольфу Вигманну. Хаус Ханнеман — вилла, являющаяся памятником архитектуры, в стиле консервативного модернизма.
Парк Ланц открыт для публики с 1978 года и с 1982 года охраняется Управлением по охране памятников как культурное достояние садоводства. Передняя часть виллы Ланц была спроектирована в 1858 году по плану Йозефа Клеменса Вайе в стиле английского ландшафтного сада. Здесь представлены замечательные скульптуры разных эпох, вплоть до современности, наследие владельца галереи Альфреда Шмелы. Задняя часть парка вокруг часовни была спланирована Юлиусом Бухе в 1880 году в стиле историзма. С 2020 года выставочный проект «Международный парк скульптур Ланца в Лохаузене», инициированный Комиссией по искусству Дюссельдорфа и столицей земли Дюссельдорф, проходит в летние месяцы с июля по сентябрь.

## Другие сооружения

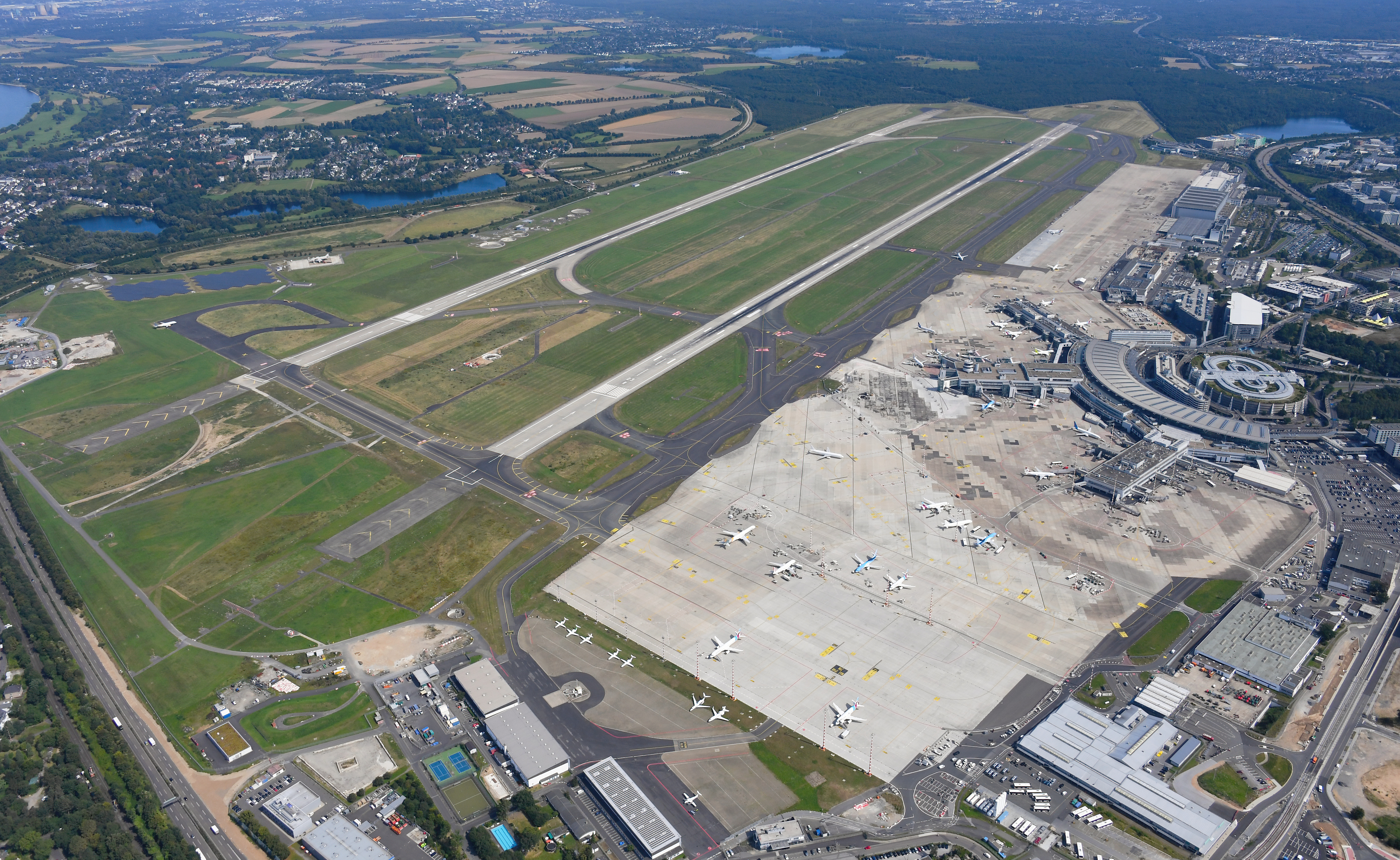
Вид аэропорта Дюссельдорфа с птичьего полёта

Жилая застройка в Лохаузене невысокая и очень открытая. Район характеризуется наличием односемейных и двухсемейных домов, а также вилл и до сих пор практикуемым сельским хозяйством. Вдоль Рейна расположена водоохранная зона. Рейнская дамба для защиты от наводнений, которая с 2003 года остро нуждается в реконструкции, является популярным местом для любителей верховой езды и тенниса, а также располагает развитой инфраструктурой для отдыха.
На востоке Лохаузена расположены части аэропорта Дюссельдорфа и его Airport City, которые, однако, из-за нынешней схемы движения транспорта не имеют прямого дорожного сообщения с жилым районом Лохаузен и более тесно связаны с Унтерратом. Для пешеходов и велосипедистов предусмотрен мост через Данцигерштрассе, который был расширен до автомагистрали.
Уже в 1927 году авиакомпания Deutsche Lufthansa впервые совершила полет на аэродром Гольцхаймер-Хайде. До Второй мировой войны доступ к зданиям в западной части аэропорта осуществлялся через дорогу, которая сейчас известна как «Alte Flughafenstraße».

## Личности

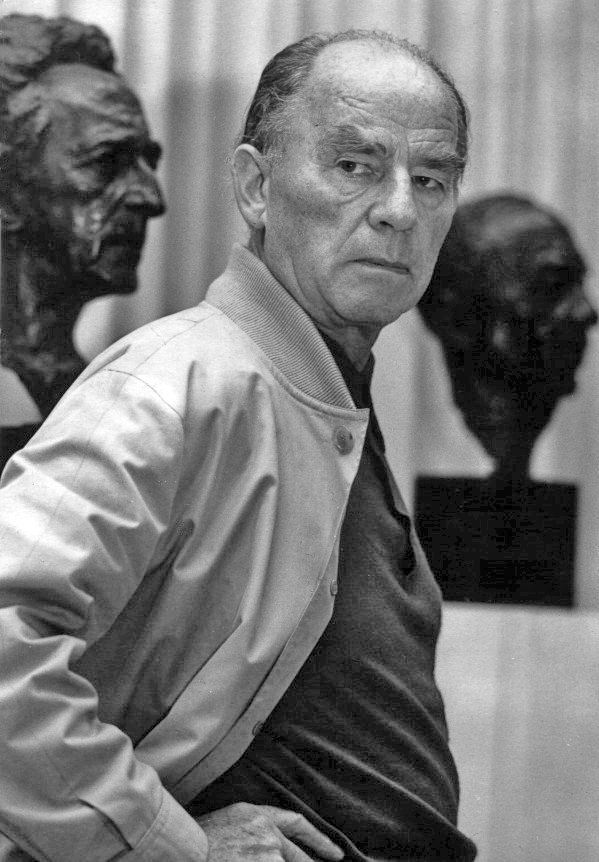
Скульптор Арно Брекер

Личности, связанные с Дюссельдорфом:
- Брекер, Арно (1900–1991) — скульптор и художник
- Ланц, Генрих (1820–1901) — владелец поместья и парламентарий
- Палленберг, Йозеф (1882–1946) — художник и скульптор-анималист
- Хортен, Гельмут (1909–1987) — предприниматель и основатель фирмы Horten AG
- Швиккерат, Петер (1942- ) — скульптор
- Шмела, Альфред (1918–1980) — художник и галерист
- Шрамм, Вернер (1898–1970) — художник
- Шрамм-Хекманн, Лизелотте (1904–1995) — художница

## Районная политическая деятельность
После местных выборов 1979 года Лохаузен вместе с округами Кайзерсверта и Штоккума образовали 22-й избирательный округ Дюссельдорфа, который включает девять избирательных районов, включая избирательные районы 5201 и 5202 для Лохаузена. Два избирательных участка традиционно располагаются в римско-католической начальной школе Им Грунд.
После федеральных выборов 2002 года Лохаузен, как и весь городской округ Дюссельдорфа №5, вошёл в избирательный округ Бундестага 107 Дюссельдорф I. Непосредственно избранными представителями были Михаэль Мюллер (СДПГ) (2002–2005), Хильдегард Мюллер (ХДС) (2005–2008/отставка; имела одну из трех своих резиденций в Лохаузене), а с 2009 года Томас Ярзомбек (ХДС).
После выборов в ландтаг Северного Рейна-Вестфалии в 2005 году Лохаузен, как и весь городской округ Дюссельдорфа 5, входил в ландтагский округ 40 Дюссельдорф I. Олаф Лене (ХДС) был избранным напрямую депутатом в 2005 и 2010 годах и снова стал им с 15 мая 2017 года. Маркус Веске (СДПГ) был депутатом ландтага с 2012 по 2017 год.
Очередные выборы в земельный ландтаг состоялись в 2022 году.